# L'Imaginaire
Pour les articles homonymes, voir Imaginaire (homonymie).
L'Imaginaire : psychologie phénoménologique de l'imagination est un essai de Jean-Paul Sartre, publié en 1940. Faisant suite à L'Imagination (1936), ce texte est la deuxième partie d'une étude d'ensemble sur la vie psychique de l'être humain, intitulée L'Image et qui a été demandée par Henri Delacroix, le directeur des études supérieures de Sartre. Seule la première partie (L'Imagination) a été retenue par les éditions Alcan, en 1936. Celle-ci, plus historique, retrace les théories de l'image mentale depuis Descartes. Ce n'est que dans L'Imaginaire que se retrouve l'apport de Jean-Paul Sartre qui définit ce qu'il entend par imagination à l'aide des concepts de la phénoménologie d'Husserl. Plus précisément, il propose une distinction entre les différentes modalités d'apparition de l'image (physique, mentale...) et une description de l'intentionnalité de la conscience lorsqu'elle imagine.

## Table des matières
| # | Titre du chapitre                                       | Section |
| - | ------------------------------------------------------- | --- |
| 1 | Le certain : Structure intentionnelle de l'image        | 0. Structure Intentionnelle de l’image 1. Description I. La méthode II. Première caractéristique : L’image est une conscience III. Deuxième caractéristique : Le phénomène de quasi-observation IV. Troisième caractéristique : La conscience imageante pose son objet comme un néant V. Quatrième caractéristique : La spontanéité VI. Conclusion 2. La Famille de L’image I. Image, Portrait, Caricature II. Le signe et le portrait III. Du signe à l’image :la conscience des imitations IV. Du signe à l’image : les dessins schématiques V. Visages dans la flamme, taches sur les murs, rochers à forme humaine. VI. Image hypnagogiques, scènes et personnages vus dans le marc de café,... VII. Du portrait à l’image mentale VIII. L’image mentale |
| 2 | Le probable : Nature de l'analogon dans l'image mentale | 1. Nature de l’analogon dans l’image mentale I. Le savoir II. L’affectivité III. Les mouvements IV. Rôle du mot dans l’image mentale V. Du mode d’apparition de la chose dans l’image mentale |
| 3 | Le rôle de l'image dans la vie psychique                | 1. Le symbole 2. Schèmes symboliques et illustrations de la pensée 3. Image et pensée 4. Image et perception |
| 4 | La vie imaginaire                                       | |
| 5 | Conclusion                                              | |

## Résumé

### Les quatre caractéristiques de l'image
1. L'image est une conscience.
2. Le phénomène de quasi-observation.
3. La conscience imageante pose son objet comme un néant : Sartre utilise le concept de néantisation pour parler de l'acte fondamental de la conscience, à savoir, introduire le néant dans l'être. Si le monde était plein et entier, nous ne pourrions pas dire "Pierre n'est pas là". Pour dire une telle chose, il faut introduire, par un acte de conscience, un non-être. C'est là la tâche de l'imaginaire : imaginer un centaure, c'est introduire dans le monde, quelque chose qui n'existe pas[2].
4. La spontanéité.

## Sartre et Husserl
Husserl exerce une forte influence sur la phénoménologie de l'imaginaire de Sartre. Mais cette affirmation est quelque peu problématique : il n'y a aucune théorie claire et unifiée de l'image. De même, dans L'Imagination, Sartre propose deux critiques d'Husserl : chez ce dernier, il n'y a aucune description de l'essence de l'image comparativement à l'essence de la perception. En d'autres mots, quelle est la différence entre le moment où j'imagine et le moment où je perçois un objet ? La seconde critique touche à la matière de l'image mentale. Supposons que j'aie en tête un centaure, est-ce que le centaure se trouve dans ma tête, est-ce qu'il se trouve hors de ma tête, dans la réalité? Ainsi L'Imaginaire ne serait pas un prolongement de la pensée husserlienne, mais la proposition d'une théorie adverse.
Néanmoins, nous pouvons souligner les dettes de Sartre envers Husserl. D'abord, il faut reconnaître l'unification de l'image mentale et de l'image physique (ce que Sartre appelle "la famille de l'image"). En conséquence de cela, et c'est la seconde dette, l'image est considérée comme un analogon (concept d'Husserl) à travers lequel on vise l'objet. Tout cela conduit à poser la thèse du caractère intentionnel de l'image. Par exemple : le buste de marbre dans un musée est extérieur à ma conscience, mais il vise un autre objet, également extérieur à ma conscience, soit l'image de Napoléon. Autre exemple : lorsque j'imagine le vol d'un oiseau, ce n'est pas l'image du vol que je contemple en moi-même, mais le vol de l'oiseau lui-même.
Ces deux dettes ne doivent cependant pas occulter les ruptures que soutient Sartre. Le parallèle entre la perception et l'imagination que théorisait Husserl ne prenait pas en compte la spécificité de chaque mode de saisie d'un objet. Ce phénomène est mis en évidence lorsque l'on imagine un objet fictif, comme un centaure : notre conscience n'a pas besoin d'un support physique pour faire apparaître le centaure. Contrairement à la perception : il faut que l'objet soit là, physiquement. En conclusion, l’intentionnalité propre de l'imaginaire est d'être posé comme néant.
En conclusion, Sartre rend compte de l'intentionnalité propre de l'acte imageant (de la conscience qui imagine) et annonce une doctrine de la matière de l'image comme néant - deux aspects qu'Husserl avait esquissés sans en tirer les pleines conséquences.

#### Livres
- Colas, Hervé. Lemarié, Gérard & Riot, Elen (dir.). Imagination, créativité, management : regards sartriens, Reims, EPURE Éditions et presses universitaires de Reims, 2011.
- Gély, Raphaël. Imaginaire, perception, incarnation : exercice phénoménologique à partir de Merleau-Ponty, Henry et Sartre, Bruxelles, P.I.E Peter Lang, 2012, 505p.
- Noudelmann, François. Sartre : l'incarnation imaginaire, Paris, L'Harmattan, 1996, 251p.
- Védrine, Hélène. Les grandes conceptions de l'imaginaire : de Platon à Sartre et Lacan, Paris, Librairie générale française, 1990, 159p.

#### Articles (en ligne)
- Coorebyter, Vincent de. « De Husserl à Sartre. La structure intentionnelle de l’image dans L’Imagination et L’Imaginaire », Methodos [En ligne].
- Masselot, Nathanaël. « L’ontologie sartrienne est-elle une phénoménologie transcendantale ? », Methodos [En ligne].
- Pérez, Claude Pierre, « « L'imaginaire » : naissance, diffusion et métamorphoses d'un concept critique », Littérature 1/2014 (no 173), p. 102-116.
- Sabot, Philippe. « Autour de L’Imaginaire de Sartre : présentation », Methodos [En ligne].
- Sawada, Nao, « Sartre et la photographie : autour de la théorie de l’imaginaire », Études françaises, vol. 49, no 2,‎ 2013, p. 103-121 (lire en ligne)
- Tomès, Arnaud. « Petit lexique sartrien », Cités, no.22, 2005, p. 185-196.
- Vauday, Patrick, « Sartre : l'envers de la phénoménologie », Rue Descartes 1/2005 (no 47), p. 8-18.